# 7776 Takeishi
7776 Takeishi este o planetă minoră (asteroid), cu un diametru de 6,165 km, din centura de asteroizi. A fost descoperită pe 20 ianuarie 1993 la Nihondaira Observatory⁠(d) de Takeshi Urata și a fost numită după Masanori Takeishi⁠(d). 
Obiectul prezintă o orbită caracterizată de o semiaxă mare de 2,258201 UAi, o excentricitate de 0,16, o înclinație de 9,49317 ° în raport cu ecliptica.